# کوه قوراما
کوه قوراما (به لاتین: Qurama Mountains) یک رشته‌کوه در تاجیکستان است. کوه قوراما ۳٬۷۶۹ متر بالاتر از سطح دریا واقع شده‌است.